# Michał Nycz (historyk)
Michał Adam Nycz (ur. 1909, zm. 1939) – polski historyk skarbowości, wicedyrektor Biblioteki Miejskiej w Bydgoszczy.

## Życiorys
Urodził się 2 czerwca 1909 r. w Krakowie. Był synem Michała, radcy kolejowego i Władysławy z d. Składziej. W latach 1919 r. ukończył szkołę powszechną przy Seminarium Nauczycielskim w Krakowie. Naukę kontynuował w IV Gimnazjum Męskim im. H. Sienkiewicza i zakończył ją w 1927 r. egzaminem dojrzałości. W latach 1927–1933 odbył studia historyczne na Wydziale Filozoficznym Uniwersytetu Jagiellońskiego. Równocześnie podjął naukę na Studium Pedagogicznym przy UJ, co pozwoliło mu uzyskać uprawnienia nauczyciela szkół średnich. W latach 1933–1935 studiował prawo i administrację na UJ, po czym zmuszony był przerwać edukację w związku z brakiem środków finansowych.
Równolegle prowadził badania źródłowe z zakresu wybranej problematyki historycznej. W latach 1933–1934 przeprowadził kwerendy źródłowe w archiwach Warszawy i Lwowa do przygotowywanej rozprawy doktorskiej. W 1934 r. został zatrudniony w Bibliotece Polskiej Akademii Umiejętności w Krakowie. Pracował w działach nabytków, dyplomów i rękopisów. W 1936 r. został przeniesiony do Działu Ekspedycji Wydawnictw PAU. Zajmował się wówczas międzynarodową wymianą publikacji. Podczas pracy w Krakowie stale współpracował z Władysławem Konopczyńskim, wówczas przewodniczącym komitetu redakcyjnego Polskiego Słownika Biograficznego.
Po śmierci bydgoskiego archiwariusza Zygmunta Malewskiego w lipcu 1937 r. na prośbę Witolda Bełzy, dyrektor Biblioteki Jagiellońskiej Aleksander Birkenmajer wyznaczył jego kandydaturę na wakujące stanowisko w Bydgoszczy. Z dniem 15 stycznia 1938 r. został zatrudniony w Bibliotece Miejskiej w Bydgoszczy na stanowisku archiwariusza. Powierzono mu opracowanie zbioru dokumentów królewskich i autografów ofiarowanych jej przez K. Kierskiego (2662 pozycji). Zajął się on ich inwentaryzacją, katalogowaniem oraz opracowaniem szczegółowych indeksów osobowych i geograficznych.
Pisywał również artykuły i współredagował Przegląd Bydgoski oraz opracowywał audycje dla Polskiego Radia. Był również inicjatorem i projektodawcą księgi pamiątkowej z okazji 25-lecia Biblioteki Miejskiej i 600-lecia Bydgoszczy. W czerwcu 1938 uzyskał stopień doktora, na podstawie rozprawy pt. „Geneza reform skarbowych Sejmu Niemego”. Pracę tę oceniono bardzo wysoko, a w opinii W. Konopczyńskiego osiągnięcie to ulokowało go w gronie najwybitniejszych, obok Romana Rybarskiego, badaczy polskiej gospodarki państwowej. Mimo młodego wieku (28 lat) planował habilitację, prowadząc dalsze badania naukowe.
26 czerwca 1939 dyrektor Witold Bełza wystąpił z wnioskiem awansowania go na kustosza i powierzenia mu funkcji zastępcy dyrektora biblioteki, w związku z odejściem na emeryturę pełniącego te obowiązki Teodora Brandowskiego. W sierpniu 1939 r. polecił zabezpieczenie i przewiezienie cennych, zgromadzonych w bibliotece dokumentów do wilii K. Kierskiego do Góry Kalwarii pod Warszawą.
Dalszą działalność i rozwój jego talentu przerwał wybuch II wojny światowej. Był obecny był przy wkraczaniu wojsk niemieckich do miasta. Z polecenia władz okupacyjnych otworzył bibliotekę, która podjęła pracę. 15 października 1939 r. został przez Niemców zwolniony z zajmowanego stanowiska, dwa dni później oskarżony o ukrycie cennych dokumentów królewskich i aresztowany przez gestapo. Uprowadzono go najpierw do siedziby Selbstschutzu przy ul. Gdańskiej, a potem znalazł się w budynku gestapo przy ul. Poniatowskiego. 1 listopada 1939 r. został wywieziony samochodem ciężarowym w niewiadomym kierunku. Prawdopodobnie został rozstrzelany wraz z grupą bydgoszczan, w której był prezydent Leon Barciszewski. Być może zginął w fordońskiej Dolinie Śmierci.
Jego żona bezskutecznie poszukiwała go w 1940 r. za pośrednictwem Prezydium Niemieckiego Czerwonego Krzyża w Berlinie. 15 lipca 1947 r. Sąd Grodzki w Bydgoszczy, wydał postanowienie o uznaniu go za zmarłego. Jako datę śmierci oznaczono dzień 1 listopada 1939 r.

### Rodzina
Michał Nycz od 1936 r. był żonaty z Zofią Józefą z d. Skomóg. Miał córkę Monikę Zofię (ur. 13 września 1939 r. w Bydgoszczy). Zamieszkiwał przy ul. Libelta.